# جام ملت‌های آمریکای جنوبی ۱۹۲۳

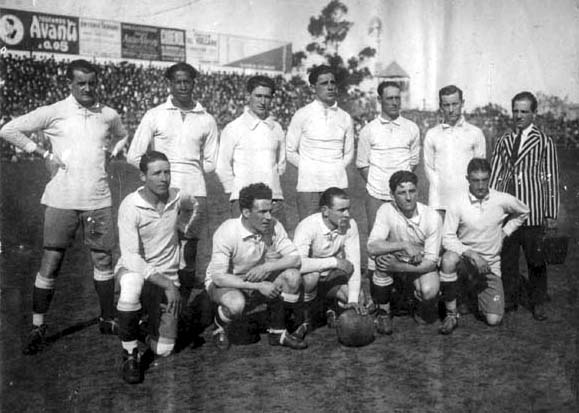
تیم ملی اروگوئه قهرمان جام ملت‌های آمریکای جنوبی ۱۹۲۳

جام ملت‌های آمریکای جنوبی ۱۹۲۳ (انگلیسی: 1923 South American Championship) هفتمین دوره جام ملت‌های آمریکای جنوبی بود که از تاریخ ۲۹ اکتبر تا ۲ دسامبر به میزبانی اروگوئه در شهر مونته ویدئو برگزار شد. در این دوره ۴ کشور برزیل، اروگوئه، پاراگوئه و آرژانتین شرکت کردند. شیلی برای دومین بار از آغاز مسابقات در این دوره شرکت نکرد. این مسابقات به عنوان مقدماتی فوتبال بازی‌های المپیک تابستانی ۱۹۲۴ پاریس بود. اروگوئه با قهرمانی در این دوره چهارمین قهرمانی خود را بدست آورد و همچنین راهی بازی‌های المپیک تابستانی ۱۹۲۴ پاریس شد که در آن مسابقات هم به مقام قهرمانی رسید.

## مروری بر مسابقات
هیچ مسابقه مقدماتی برای ورود به مرحله نهایی مسابقات وجود نداشت. همه مسابقات در یک شهر برگزار شد. همه تیم‌ها در یک گروه قرار گرفتند و با یکدیگر به رقابت پرداختند. تیمی که بهترین نتیجه را کسب می‌کرد قهرمان مسابقات می‌شد. دو امتیاز برای برد، یک امتیاز برای تساوی و صفر برای یک شکست در نظر گرفته شد. اگر در جدول رده‌بندی شرایط امتیاز یکسان بود، یک مسابقه پلی آف برای تعیین قهرمان برگزار شد.

## ورزشگاه‌ها
| مونته‌ویدئو               |
| ------------------------ |
| ورزشگاه گران پارک سنترال |
| ظرفیت: ۲۰٬۰۰۰            |
|                          |

## مسابقات
| تیم      | بازی | برد | مساوی | باخت | گل زده | گل خورده | تفاضل گل | امتیاز |
| -------- | ---- | --- | ----- | ---- | ------ | -------- | -------- | ------ |
| اروگوئه  | ۳    | ۳   | ۰     | ۰    | ۶      | ۱        | ۵+       | ۶      |
| آرژانتین | ۳    | ۲   | ۰     | ۱    | ۶      | ۶        | ۰        | ۴      |
| پاراگوئه | ۳    | ۱   | ۰     | ۲    | ۴      | ۶        | ۲-       | ۲      |
| برزیل    | ۳    | ۰   | ۰     | ۳    | ۲      | ۵        | ۳-       | ۰      |

| آرژانتین                                 | ۴–۳ | پاراگوئه                            |
| ---------------------------------------- | --- | ----------------------------------- |
| Saruppo ۱۸' · ویسنته آگیره ۵۸'، ۷۷'، ۸۶' |     | Rivas ۱۰' · Zelada ۴۹' · Fretes ۶۵' |

| اروگوئه                             | ۲–۰ | پاراگوئه |
| ----------------------------------- | --- | -------- |
| هکتور اسکارونه ۱۱' · پدرو پترون ۸۷' |     |          |

| برزیل | ۰–۱ | پاراگوئه     |
| ----- | --- | ------------ |
|       |     | I. López ۵۶' |

| آرژانتین                 | ۲–۱ | برزیل                   |
| ------------------------ | --- | ----------------------- |
| Onzari ۱۱' · Saruppo ۷۶' |     | نیلو مورتینیو براگا ۱۵' |

| اروگوئه                      | ۲–۱ | برزیل                   |
| ---------------------------- | --- | ----------------------- |
| پدرو پترون ۵۶' · پدرو سی ۷۵' |     | نیلو مورتینیو براگا ۵۹' |

| اروگوئه                    | ۲–۰ | آرژانتین |
| -------------------------- | --- | -------- |
| پدرو پترون ۲۸' · Somma ۸۸' |     |          |

## نتیجه
| جام ملت‌های آمریکای جنوبی ۱۹۲۳ |
| ----------------------------- |
| · اروگوئه · چهارمین عنوان     |

## گلزنان
۳ گل
| - Aguirre | - پدرو پترون |  |

۲ گل
| - Saruppo | - نیلو مورتینیو براگا |  |

۱ گل
| - Onzari - Fretes - I. López | - Rivas - Zelada - پدرو سی | - هکتور اسکارونه - Somma |